# Kankan
Kankan   este un oraș  în  partea de est a Guineei, pe râul Milo. Este reședința regiunii Kankan și a prefecturii omonime.

## Personalități născute aici
- Mamady Doumbouya (n. 1980), președinte al Guineei⁠(d).